# AdvancedTCA
AdvancedTCA (англ. Advanced Telecommunications Computing Architecture, один из возможных переводов —  усовершенствованная вычислительная архитектура для телекоммуникаций) — стандарт на модульные телекоммуникационные системы, разработанный группой PICMG в начале 2000-х годов. Стандарт описывает размеры печатных плат (лезвий) и систему их подключения через высокоскоростную объединительную кроссплату в составе шасси. Изначально предназначался для магистрального телекоммуникационного оборудования, но затем также начал использоваться в оборонной и аэрокосмической отрасли.

## Что такое AdvancedTCA
Усовершенствованная телекоммуникационная вычислительная архитектура представляет собой новое поколение стандартизованных телекоммуникационных вычислительных платформ. Она была разработана при участии более 100 компаний-производителей промышленного и телекоммуникационного оборудования под руководством PICMG (PCI Industrial Computer Manufacturers Group). Явилась ответом на требования телекоммуникационной индустрии, которые не могли быть удовлетворены существующим стандартом CompactPCI.

## Механические характеристики
Плата модулей ATCA имеют габариты 322,25 мм в высоту и 280 мм в ширину с металлической передней панелью и металлической крышкой, полностью закрывающей левую сторону модуля, к которой обращена нижняя сторона печатной платы, для уменьшения электромагнитных наводок между рядом стоящими модулями в системе.
Могут применяться ATCA-модули, являющиеся носителями для модулей AdvancedMC.

## Коммутирующая архитектура задней панели
Шасси AdvancedTCA содержит в себе объединительную панель с разъемами (кросс-плату). Панель предоставляет соединения разряда точка-точка между модулями и не является общей шиной. Разъёмы панели разделены на 3 зоны. В зоне 1 находятся контакты питания на −48 вольт постоянного тока и сигналы управления модулями. Зона 2 предоставляет подключение к Base Interface и Fabric Interface. Интерфейс Fabric предоставляет дифференциальные пару с сопротивлением в 100 Ω (Ом). Любой стандарт передачи данных, совместимый с такими дифпарами, может работать по интерфейсу Fabric зоны 2.
Предназначение контактов в зоне 3 определяется пользователем, обычно они используются для соединения модулей, подключаемых спереди к модулям, подключаемым с противоположной стороны кросс-платы (Rear Transition Module, модули тылового ввода-вывода). Также в зоне 3 может находиться специальная кросс-плата, для передачи сигналов, не определённых в спецификации AdvancedTCA.
Для описания межсоединений спецификация AdvancedTCA Fabric использует понятие логических слотов (Logical Slots). Карты, содержание коммутирующие элементы, устанавливаются в логические слоты 1 и 2.
Платы управления шасси соединяются с другими платами и Field-replaceable unit (FRU) при помощи IPMI (Intelligent Platform Management Interface) протоколов, работающим по I²C шинам в зоне 1.
Базовый интерфейс (Base Interface) является основным в зоне 2 и предоставляет 4 дифпары на каждый канал (Base Channel). Реализуется топология двойной звезды, часто используется для управления, обновления кода, загрузки ОС и т. п. Использует протоколы 10BASE-T, 100BASE-TX или 1000BASE-T Ethernet, то есть все модули имеют подключение к внутренней сети.
Интерфейс Fabric поддерживает различные протоколы и может иметь различные топологии (Dual-Star, Dual-Dual-Star, Mesh, Replicated-Mesh). Он предоставляет по 8 дифпар на каждый канал (Fabric Channel). Каждый канат может быть разделен на 4 порта по 2 пары. Через интерфейс Fabric передаются данные между модулями и во внешнюю сеть. Часто используется SerDes Gigabit Ethernet, также применяются Fibre Channel, XAUI 10-Gigabit Ethernet, InfiniBand, PCI Express, Serial RapidIO и другие совместимые протоколы. Начиная с спецификации PICMG 3.1 Ethernet/Fibre Channel могут использоваться IEEE 100GBASE-KR4 в дополнение к ранее определённым IEEE 40GBASE-KR4, 10GBASE-KX4, 10GBASE-KR, XAUI.
Также предоставляется интерфейс для передачи синхросингалов (Synchronization Clock Interface), использующий MLVDS (Multipoint LVDS) по нескольким шинам с сопротивлением 130 Ω.